# Elies de Parma
Elies de Parma (Biarritz, França 1880 - Friedberg, Àustria 1959) fou el cap de la Casa de Borbó-Parma i titular del Ducat de Parma entre 1950 i 1959. Anteriorment, entre 1907 i 1950, havia estat regent dels drets sobirans dels seus germans.

## Orígens familiars
Va néixer el 23 de juliol de 1880 a la ciutat de Biarritz, població situada a França, essent fill del destronat duc Robert I de Parma i la seva primera esposa, Maria Pia de Borbó-Dues Sicílies. Fou net per línia paterna de Carles III de Parma i Lluïsa de França, i per línia materna del rei Ferran II de les Dues Sicílies i Maria Teresa d'Àustria.
Fou germà de Maria Lluïsa de Borbó-Parma, casada amb Ferran I de Bulgària; Enric i Josep de Parma. Així mateix fou germà, per part de pare, de Xavier I de Parma; de Zita de Borbó-Parma, casada amb Carles I d'Àustria; i Fèlix de Borbó-Parma, casada amb Carlota I de Luxemburg.

## Núpcies i descendents
Es casà el 25 de maig de 1903 a la ciutat de Viena amb l'arxidquessa Maria Anna de Teschen, filla de Frederic d'Àustria i Isabel de Croy, i neboda de la reina d'Espanya Maria Cristina d'Àustria. D'aquesta unió nasqueren:
- Elisabet de Borbó-Parma (1904-1983)
- Calres de Borbó-Parma (1905-1912)
- Maria Francesca de Borbó-Parma (1906-1994)
- Robert de Parma (1909-1974), duc titular de Parma
- Francesc de Borbó-Parma (1913-1939)
- Joana de Borbó-Parma (1916-1949)
- Alícia de Borbó-Parma (1917), casada el 1936 amb Alfons de Borbó-Dues Sicílies
- Maria Cristina de Borbó-Parma (1925-2009)

## Regències
A la mort del seu pare, ocorreguda el novembre de 1907, els drets dinàstics sobre el ducat de Parma, el qual ja estava plenament integrat dins del Regne d'Itàlia, passaren als seus germans grans, Enric i Josep de Parma. Ambdós, de naixement, patien retard mental per la qual cosa Elies fou nomenat regent dels seus drets i cap de la Casa Borbó-Parma. A la mort de Josep, ocorreguda el gener de 1950, els drets passaren a mans d'Elies.
Elies morí el 27 de juny de 1959 a la ciutat de Friedberg, població situada a l'estat austríac d'Estíria.